# Courbe de phase

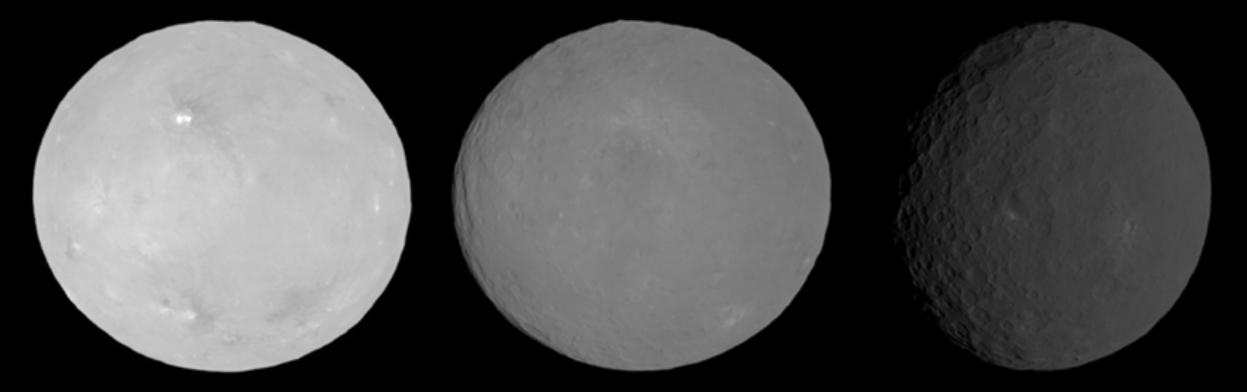
Photos de (1) Cérès prises par la sonde spatiale Dawn à des angles de phase de 0°, 7° et 33°.

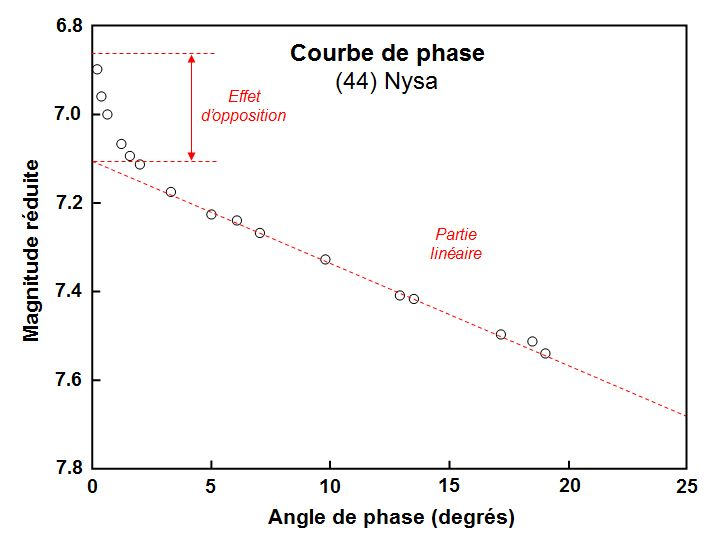
Exemple de courbe de phase. Le pic non linéaire pour les petits angles de phase correspond à l'effet d'opposition.

Pour les objets du Système solaire, la courbe de phase (ou fonction de phase) est la courbe décrivant la variation de leur luminosité (plus précisément de leur magnitude réduite) en fonction de l'angle d'éclairement (dit angle de phase).
La courbe de phase est un outil important pour l'étude des astéroïdes car elle permet de déterminer correctement leur magnitude absolue H, définie à angle de phase nul et de ce fait rarement mesurable de manière directe. Les courbes de phase sont pour cela modélisées à travers un système normé dit « système H, G » où G est un paramètre technique appelé paramètre de pente (slope parameter ou phase slope en anglais).
La courbe de phase des astéroïdes (et plus généralement des objets du Système solaire sans atmosphère comme la Lune et d'autres satellites naturels) est par ailleurs directement liée au phénomène dit effet d'opposition (surcroit important de luminosité lorsque l'objet passe près de son point d'opposition au Soleil), ainsi qu'aux propriétés d'albédo et propriétés de surface à différentes échelles (présence et finesse de régolithe, micro-reliefs dus aux cratères ou rochers et à l'origine de phénomènes d'ombre...).
D'autres paramètres descriptifs de la courbe de phase sont parfois utilisés, par exemple la pente de phase ou l'intégrale de phase (voir section Liens avec l'albédo).

## Courbe de phase et effet d'opposition
La magnitude apparente V d'un objet du Système solaire à un moment donné dépend simultanément des distances (entre le Soleil et cet objet et entre la Terre et cet objet) et de l'angle Soleil-objet-Terre dit angle de phase α. La courbe de phase est obtenue en « neutralisant » l'influence des distances, c'est-à-dire en les ramenant à 1 unité astronomique pour obtenir la magnitude dite réduite H(α). H(0), à angle de phase nul, correspond à la magnitude absolue H.
Dans le cas des objets ne possédant pas d'atmosphère (et donc sans phénomène de diffusion associé), comme les astéroïde, la Lune et d'autres satellites naturels, les courbes de phase sont approximativement linéaires pour des angles compris entre 10° et 30° (angles usuels d'observation des astéroïdes) mais ont tendance à présenter un pic non linéaire en dessous d'un seuil généralement situé entre 2 et 7°. Ce pic de luminosité correspond au phénomène nommé effet d'opposition. Il est plus ou moins marqué suivant les objets, dépendant notamment de leur état de surface, en particulier de la présence de régolithe plus ou moins fine.
On considère que deux phénomènes se combinent pour expliquer la forme de la courbe de phase. Les ombres des micro-reliefs auraient une influence linéaire et constitueraient le phénomène dominant pour α > 5°. Un phénomène de rétrodiffusion cohérente, dominant aux très petits angles, serait la principale origine du pic non linéaire.

## Le système H, G: principes, usages et développements

### Le système H, G

Profils des courbes de phase obtenues par le système H, G suivant la valeur du paramètre de pente G.

En pratique, les astéroïdes sont rarement observés à angle de phase nul, ce qui rend la détermination directe de leur magnitude absolue H difficile, voire impossible pour certains astéroïdes. Un modèle permettant de décrire les courbes de phase est donc nécessaire pour déterminer H = H(0)  à partir des mesures de H(α) disponibles. Pour répondre à cet enjeu, l'Union astronomique internationale a adopté en 1985 une convention connue comme « système H, G », visant à caractériser la courbe de phase de manière très simple à partir de seulement deux paramètres.
Bien que visant à décrire une courbe non linéaire, le système repose lui-même sur un principe linéaire permettant une détermination facile de H et G dès lors qu'on dispose de quelques mesures à des angles de phase variés. Il est défini sur la plage 0-120° mais est optimisé pour les angles inférieurs à 20°. Le paramètre G est désigné comme slope parameter (paramètre de pente). Sa valeur n'est pas bornée entre 0 et 1 mais le système est ajusté pour que la valeur 0 corresponde à un fort effet d'opposition (courbe de phase avec pic marqué) et la valeur 1 à un faible effet d'opposition (courbe de phase quasi-linéaire jusqu'à 0°).
Une fois H et G déterminés, on peut, en sens inverse, calculer la magnitude apparente V pour n'importe quel instant futur, ce qui est utile pour renseigner des éphémérides et prévoir les futures périodes favorables d'observation.

### Méconnaissance du paramètre G
Une détermination précise des paramètres H et G demande de multiples mesures de V, à des angles de phase variés, y compris en dessous de 5°. Ces conditions sont rarement réunies et, en pratique, en 2010, la valeur de G n'était déterminée que pour moins de 0,1 % des astéroïdes. L'usage le plus fréquent est d'adopter une valeur standardisée de 0,15,, ce qui permet de calculer directement une valeur pour H à partir d'une seule mesure de V. Cela explique une partie des marges d'erreur importantes pour les valeurs de H indiquées dans les bases de données, ces erreurs se reportant de manière amplifiée sur les estimations d'albédo géométrique pv, lorsqu'elles sont déterminées (cas le plus fréquent) à partir de mesures thermiques dans l'infrarouge et de la formule semi-empirique reliant H, D et pv,. Cela souligne l'importance d'une meilleure détermination des courbes de phase.

### Le système H, G1, G2
Le système H, G est un compromis entre simplicité d'usage et précision. D'autres modèles plus précis ont été proposés durant les années 1980-1990 mais sans répondre aux mêmes besoins de simplicité. Bien qu'assez grossier, il apporte une réponse satisfaisante dans la plupart des cas mais montre aussi des limites significatives pour les astéroïdes présentant un effet d'opposition peu marqué, cas fréquent des astéroïdes d'albédo faible ou élevé,. En 2010, une étude (Karri Muinonen et al.) montre qu'il est impossible d'apporter une amélioration significative en restant sur un système à deux paramètres et basé sur un principe linéaire. Il est proposé en conséquence un système à trois paramètres, dit « système H, G1, G2 », construit sur le même principe linéaire sous-jacent que le système H, G. L'usage de ce système à trois paramètres en remplacement du système H, G usuel n'est pertinent que dans le cas de mesures photométriques de qualité et couvrant des angles de phase variés. Les grands programmes de cartographie du ciel (SDSS, Pan-STARRS, Gaia, LSST...) devraient progressivement permettre d'atteindre cet objectif, ce qui justifie son intérêt.

## Liens avec l'albédo

### Un pont entre albédo géométrique et albédo de Bond
L'albédo géométrique pv (couramment utilisé dans l'étude des propriétés de surface des astéroïdes ou pour relier magnitude H et diamètre D) et l'albédo de Bond A (utilisé dans les calculs de rayonnements thermiques) sont reliés par la relation A = q.pv avec q intégrale de phase, quantité calculable à partir de la courbe de phase. Ce lien découle directement des définitions respectives de A et pv.
On montre que :
- pour une courbe de phase modélisée par le système H, G : q = 0,290 + 0,684 G
- pour une courbe de phase modélisée par le système H, G1, G2 : q = 0,009082 + 0,4061 G1 + 0,8092 G2

### Un lien physique
L'étude d'astéroïdes pour lesquels la courbe de phase est bien établie met en évidence des liens importants avec l'albédo géométrique, significatifs de liens physiques sous-jacents. L'albédo géométrique apparait comme le principal facteur influençant le profil de la courbe et le niveau de l'effet d'opposition. Celui-ci est maximum pour des astéroïdes d'albédo modéré (environ 0,2) et décroit quand l'albédo augmente ou, de l'autre côté, pour les astéroïdes les plus sombres. Quelques astéroïdes très sombres (pv < 0,08) présentent des courbes sans pic non linéaire.
L'albédo semble influencer les deux phénomènes expliquant la courbe de phase. On constate d'une part une corrélation entre l'albédo et la pente de la partie linéaire de la courbe, supposée lié aux phénomènes d'ombres. Ce paramètre est parfois noté β et est désigné en anglais comme linear slope ou phase slope ou phase coefficient, ce qu'on peut traduire par pente de phase (à ne pas confondre avec le paramètre de pente G). Cette corrélation est suffisamment forte pour être proposée comme moyen d'estimer l'albédo des astéroïdes. Le rôle joué par la rétrodiffusion cohérente aux petits angles semble d'autre part plus fort pour les astéroïdes d'albédo supérieur à 0,1.